# 圣阿古斯丁考古公园

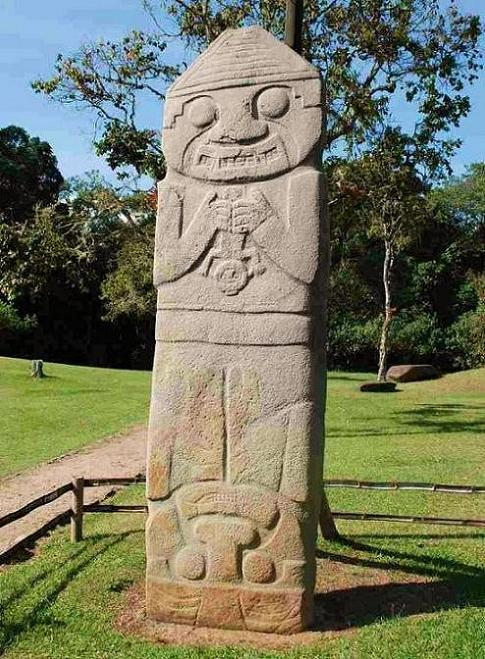

圣阿古斯丁考古公园（西班牙語：Parque Arqueológico de San Agustín）位于哥伦比亚的乌伊拉省（Huila），海拔1700米，有火山灰覆盖的土地非常适宜农耕。居住在此的美洲原住民创造了灿烂的文化，在1世纪到8世纪左右最为繁荣。圣阿古斯丁考古公园中的各处遗址比较分散，大多是石雕像、石棚、石柱和墓地，其中还有许多谜团没有破解。1995年，被联合国教科文组织列入《世界遗产名录》。

## 历史
以前在此耕种的农民并没有注意到许多葬有贵族巨大坟墓，和许多用于守卫他们给神的祭供黄金陶器的雕像。一些用于守卫墓室的雕像有着美洲虎样子的嘴和凶恶的表情。另外一些看上去像猛禽、蛇或是其他动物，比如猴子、蛙和鹰。美洲豹形象被联系为宗教巫师（或称之为萨满）可以化身美洲豹来保卫。这些雕像这表明出现了类似于灵魂不死或是投胎转世之类的理念。
考古发掘始于1930年代，出土是一些颜料和染料，大多是红、蓝或黄色，当时依然可见。但它们一接触空气就迅速褪色。虽然有不同的衣服、发型和装饰，雕像的共同特征是空白的眼睛。圣阿古斯丁的雕像大多被雕成矮矮胖胖的样子，形状大多是矩形和椭圆。雕像有多种尺寸，最大的有数吨重，超过7米高。考古学家还编了包括536尊雕像的目录。

## 现况
由于遗址相当分散，许多远离城镇和道路的遗址处于危险之中，盗窃者往往将雕像切成易于搬运的小块盗出。在过去十几年中，有17尊雕像被盗，其中一些至今下落不明。在1990年，217号雕像被盗。后来在1996年在丹麦的一家拍卖行被找到。但是雕像没有被归还，因为没有证据显示雕像非法进入丹麦。

## 考古

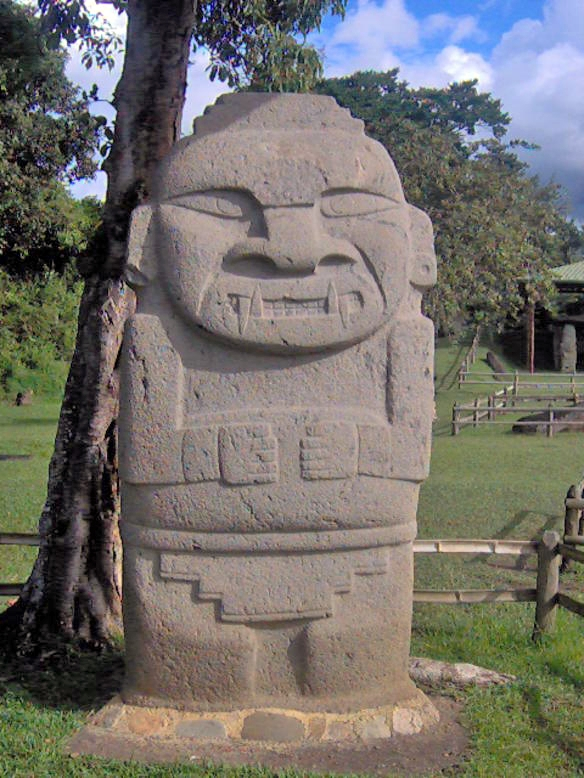
雕像

圣阿古斯丁文化最重要的遗址在拉斯·梅斯塔斯(Las Mesitas)地区。普通人的坟墓一般就在他们的棚屋下面。重要人物的坟墓往往建成宏伟的建筑。为了建造坟墓，山丘的顶上先被铲平，在堆一座新的小丘来放置墓碑。
那些坟墓中在梅斯塔斯A、B和C的是建筑群，有巨大的用石梁架成石牌坊(dolmen)，在前面有一或两尊巨大的雕像。其它简单的坟墓，像许多在梅斯塔斯D的，是一个有墓室的深坑。一些坟墓和一些小的石造的神庙相通。
那也有用整块巨石雕成的巨大石棺，有时在这些石棺盖着雕有人像的大石板。有些供品被放在石牌坊的侧墙周围，有时装饰有涂鸦或是白、红或黄的几何状的人像。
大的雕像超过6米高，中等的2到3米高，小的30到80厘米高。人像一般都是正面、左右对称和直立。他们的手拿着特殊的工具，考古学家对此有多种解释，包括权杖、太阳的符号等等。
在圣阿古斯丁的重要雕像有男有女。许多被认为是太阳神（男的）或是月神（一些女的），在后面可以看到一些被考古学家解释为月亮的标志的图案。月神往往和月亮、水和夜晚有关。
太阳神，通常有固定性的羽饰和短斧头，守卫着一些重要的坟墓。在一些雕像上有着被称为"Double I"的图案，在人或武士的头上有其他人或是动物的形象。这些雕像被放在石牌坊的入口，另有雕像被放在室外的堤上。
另外有些雕像被认为是巫师，穿着毛皮，带着面具，拿着仪式性的权杖。